# Cosmopolis (Washington)
Cosmopolis es una ciudad ubicada en el condado de Grays Harbor en el estado estadounidense de Washington. En el año 2000 tenía una población de 1.595 habitantes y una densidad poblacional de 441,0 personas por km².

## Geografía
Cosmopolis se encuentra ubicada en las coordenadas 47°57′19″N 123°46′23″O / 47.95528, -123.77306.

## Demografía
Según la Oficina del Censo en 2000 los ingresos medios por hogar en la localidad eran de $41.106, y los ingresos medios por familia eran $51.000. Los hombres tenían unos ingresos medios de $41.411 frente a los $25.714 para las mujeres. La renta per cápita para la localidad era de $18.759. Alrededor del 11,3% de la población estaban por debajo del umbral de pobreza.